# Gramazjdano
Gramazjdano (bulgariska: Грамаждано) är ett distrikt i Bulgarien.   Det ligger i kommunen obsjtina Kjustendil och regionen Kjustendil, i den västra delen av landet, 70 km sydväst om huvudstaden Sofia.
Trakten runt Gramazjdano består till största delen av jordbruksmark. Runt Gramazjdano är det ganska glesbefolkat, med 24 invånare per kvadratkilometer.